# Poloskaszagú kosbor
A poloskaszagú kosbor (Anacamptis coriophora) a kosborfélék családjába tartozó, Magyarországon védett növény. Specifikus nevét a poloskaszagra emlékeztető kellemetlen illatanyagokat termelő virágairól kapta.

## Jellemzői
10–35 cm magas kosborféle. A tőlevelei szálas-lándzsásak, a szárlevelei szálasak, legfeljebb 1 cm szélesek. A virágzata nyúlánk, tömött, többé-kevésbé hengeres fürt. A virágok aprók (0,8–1 cm), színük nagyon változékony, legtöbbször szennyes vörös-barnák, de nem ritkák sárgásbarna és a zöldesfehér egyedek sem. A lepellevelek sisakszerűen összeborulnak, tojásdadok. A mézajak háromkaréjú, a középső karéja hosszabb a két szélsőnél, tompa végű. A sarkantyú rövidebb a magháznál, lefelé görbülő. Június-júliusban virágzik.

## Élőhelye
Láp-, mocsár-, homok- és löszpusztarétek valamint szikesek, homoki tölgyesek tisztásai. Magyarországon többek közt a Börzsöny, a Gödöllői-dombság, valamint a Kisalföld területén él.

## Hibridjei
- ×Anacamptorchis simarrensis E.G. Camus (1908) - (Orchis coriophora × Anacamptis pyramidalis)
- Orchis × olida Bréb. (1835) - (Orchis coriophora × Orchis morio)
- Orchis × timbalii Velen. (1882) - (Orchis coriophora × Orchis palustris)
- Orchis × parvifolia Chaub. (1821) - (Orchis coriophora × Orchis laxiflora)

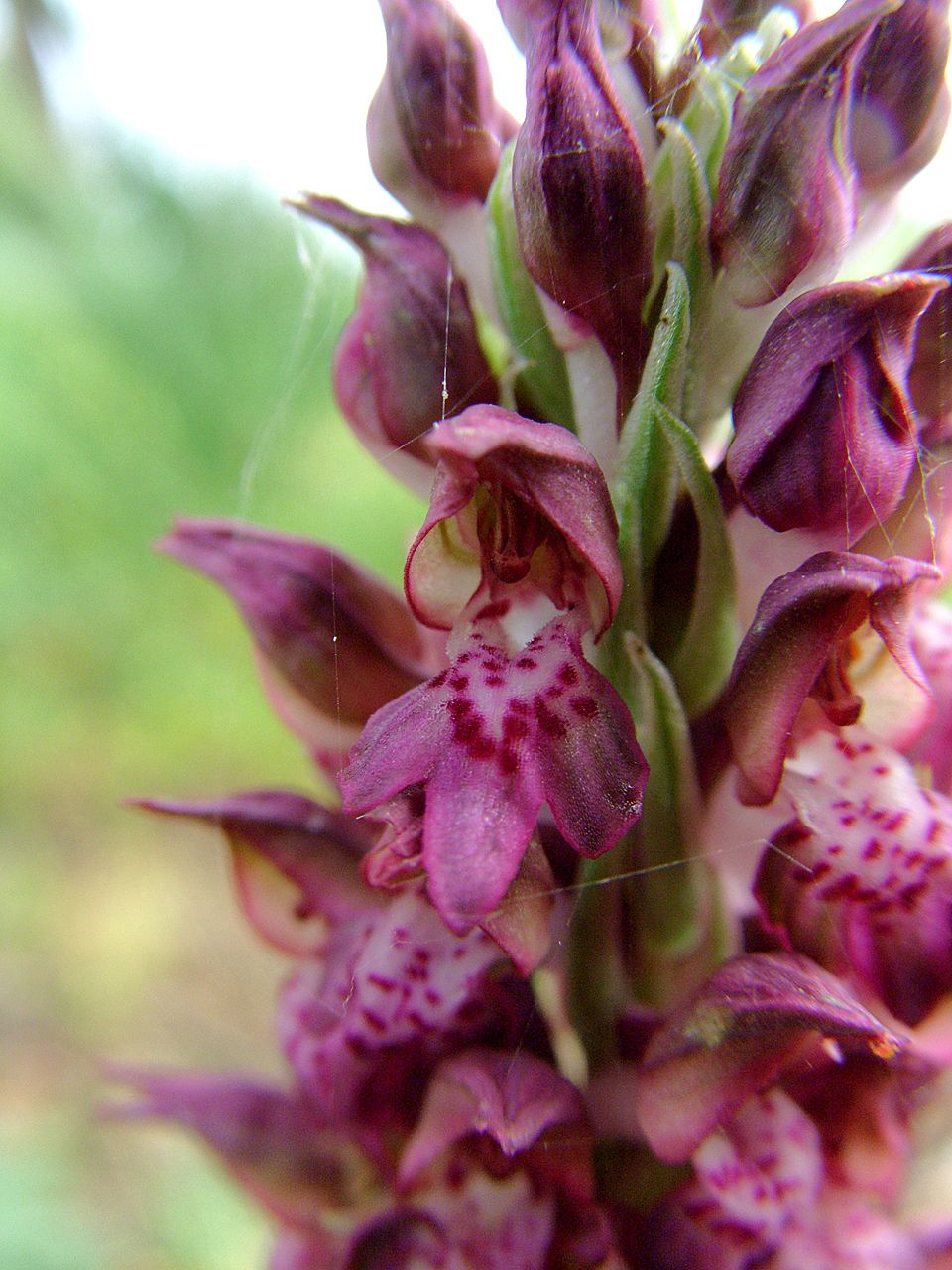
Orchis coriophora Spanyolország - Mallorca
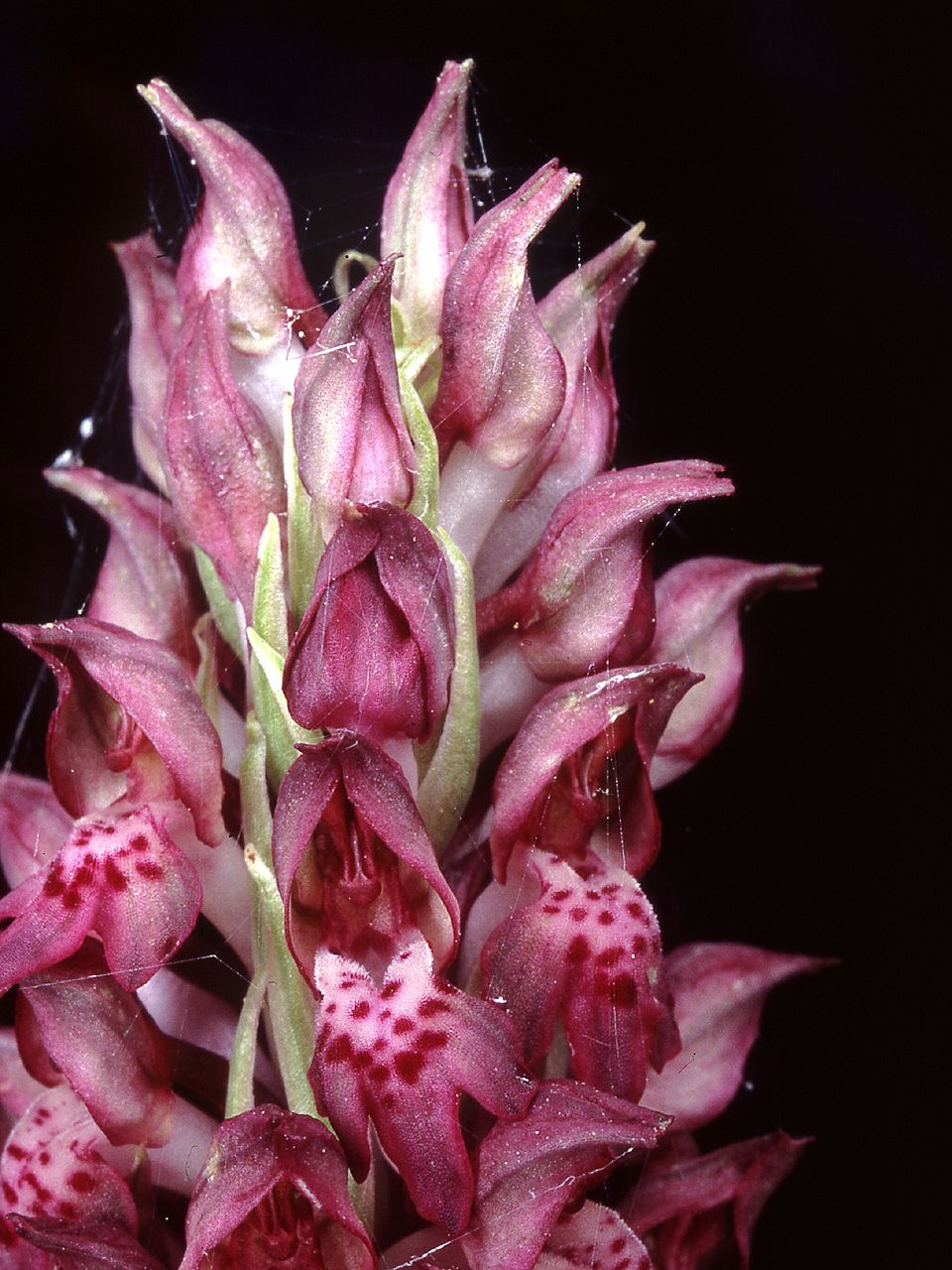
Orchis coriophora Spanyolország - Mallorca
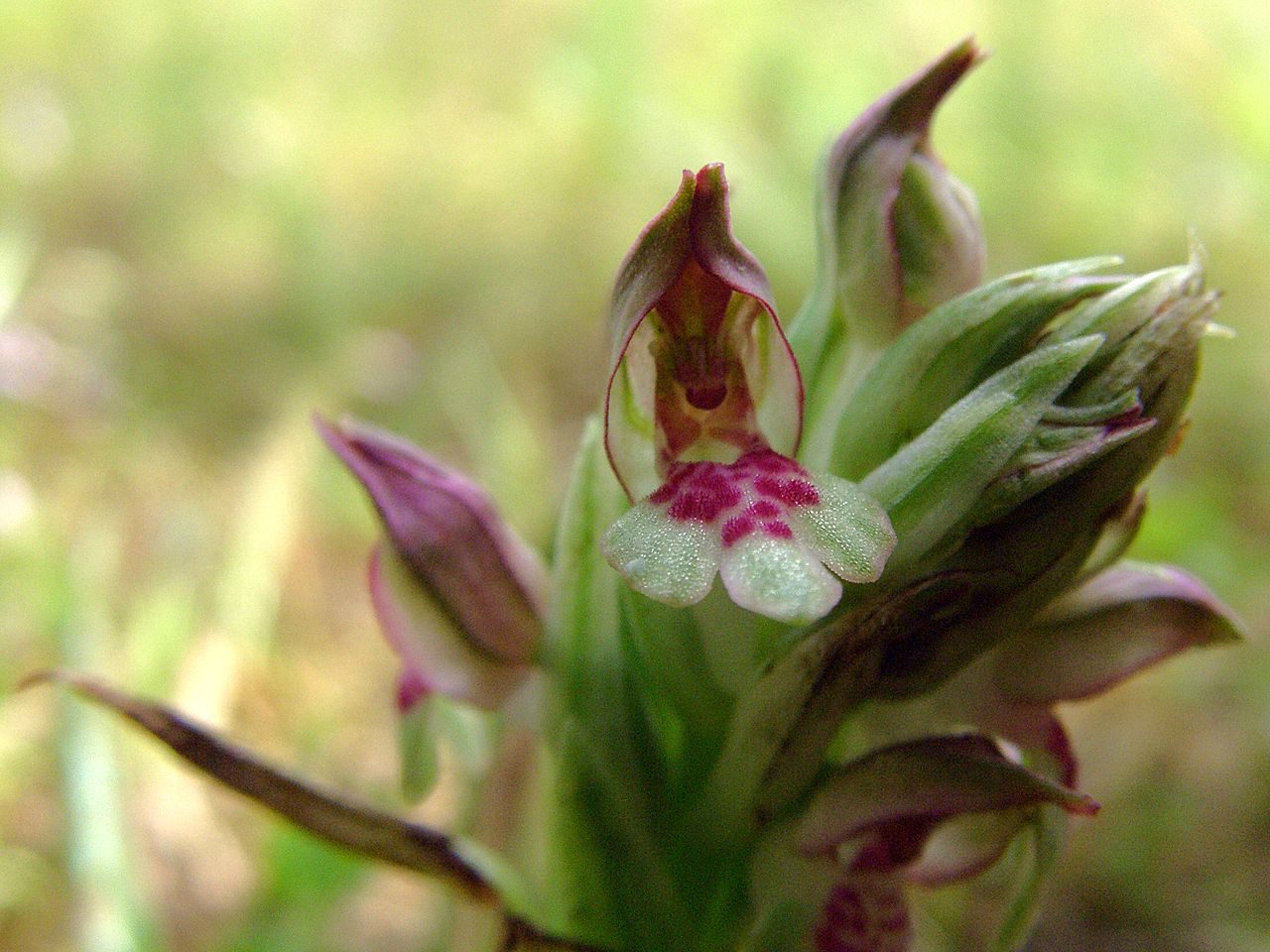
Orchis coriophora Spanyolország - Mallorca
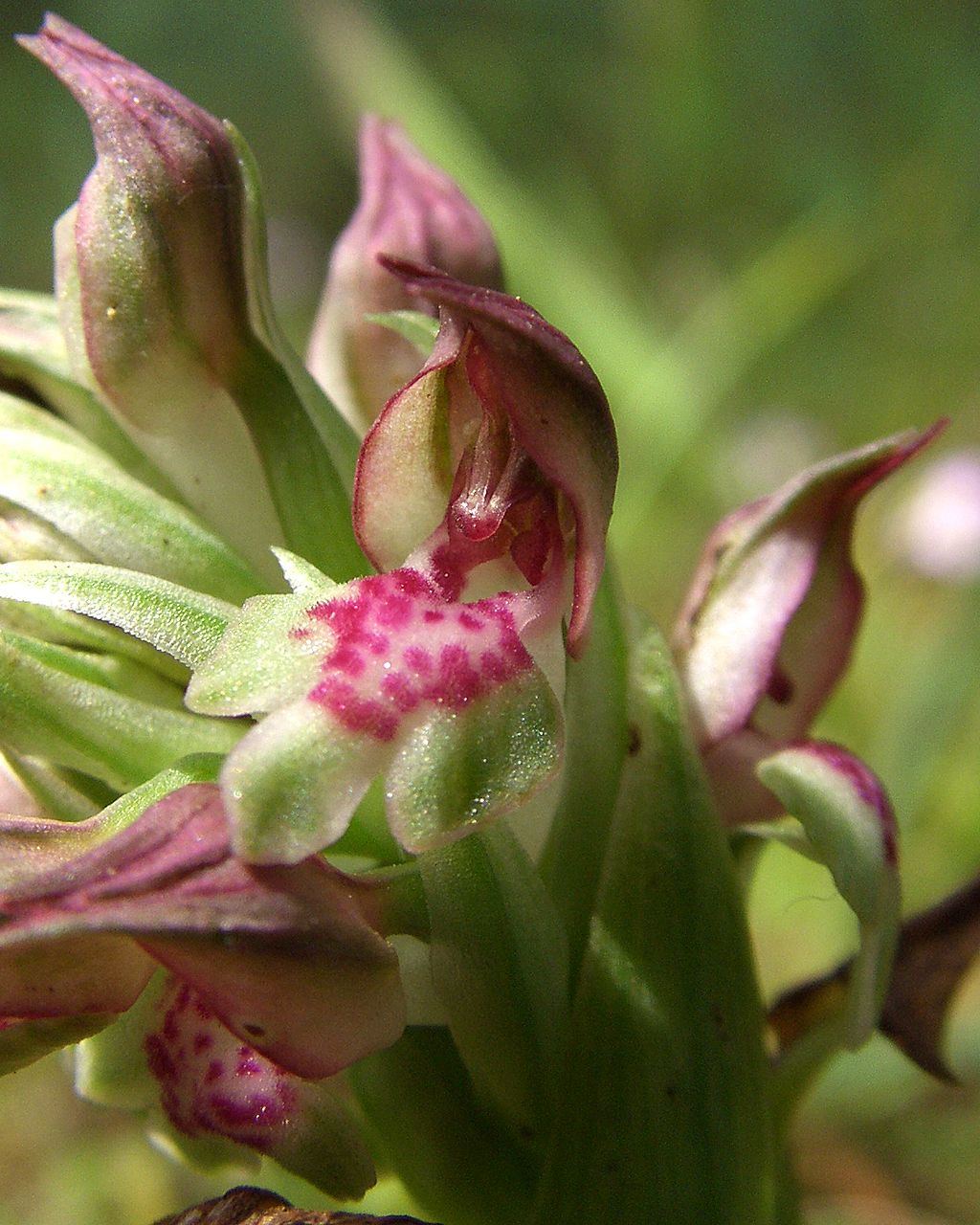
Orchis coriophora Spanyolország - Mallorca